# Rotheca sansibarensis
Rotheca sansibarensis là một loài thực vật có hoa trong họ Hoa môi. Loài này được (Gürke) Steane & Mabb. miêu tả khoa học đầu tiên năm 1998.